# 網路爭霸戰
《網路爭霸戰》（英語：Download: The True Story of the Internet）是一部關於網際網路歷史的電視紀錄片。在美國的科學頻道和其他國家的探索頻道播出。2008年3月3日首度播出。該節目由約翰·海爾曼主持。

## 每集內容
紀錄片一共分成四集：
- 第一集：瀏覽器大戰─Netscape和Microsoft戰爭的興衰
- 第二集：搜尋─Google和Yahoo的崛起
- 第三集：泡沫─2000年dot.com的崩潰和網際網路的支柱：Amazon.com和Ebay
- 第四集：社群力量─P2P、Web 2.0和社群網路

## 訪談人物
- 馬克·安德森
- 吉姆·克拉克
- 尚恩·范寧（英语：Shawn Fanning）
- 賈斯汀·法蘭科（英语：Justin Frankel）
- 查德·賀利
- 羅伯·麥考爾（英语：Rob McCool）
- 盧·蒙特利
- 托馬斯·里爾登
- 加里·雷普
- 希拉蕊·羅森（英语：Hillary Rosen）
- 艾利克斯·塔提

## 外部連結
- 互联网电影数据库（IMDb）上《Download: The True Story of the Internet》的资料（英文）